# Transportes do Paraguai

Rodovias duplicadas do Paraguai, em 2025, na cor vermelha

Os transportes no Paraguai começaram com a rede fluvial, que determinou historicamente as comunicações internas e externas do país, mas na segunda metade do século XX os transportes terrestres e aéreo experimentaram enorme desenvolvimento. Quatro grandes rodovias se entroncam em Assunção. Uma delas atravessa o Chaco até a fronteira boliviana, outra atravessa o rio Paraguai até a margem argentina, onde se liga à estrada para Buenos Aires. Uma terceira vai até Encarnación, no sul, e a última une a capital ao leste, e cruza o rio Paraná na ponte da Amizade, para em seguida juntar-se à estrada que atravessa o território brasileiro até o porto de Paranaguá (PR), por onde é escoada grande quantidade das exportações paraguaias.

## História

Mapa das estradas nacionais do Paraguai

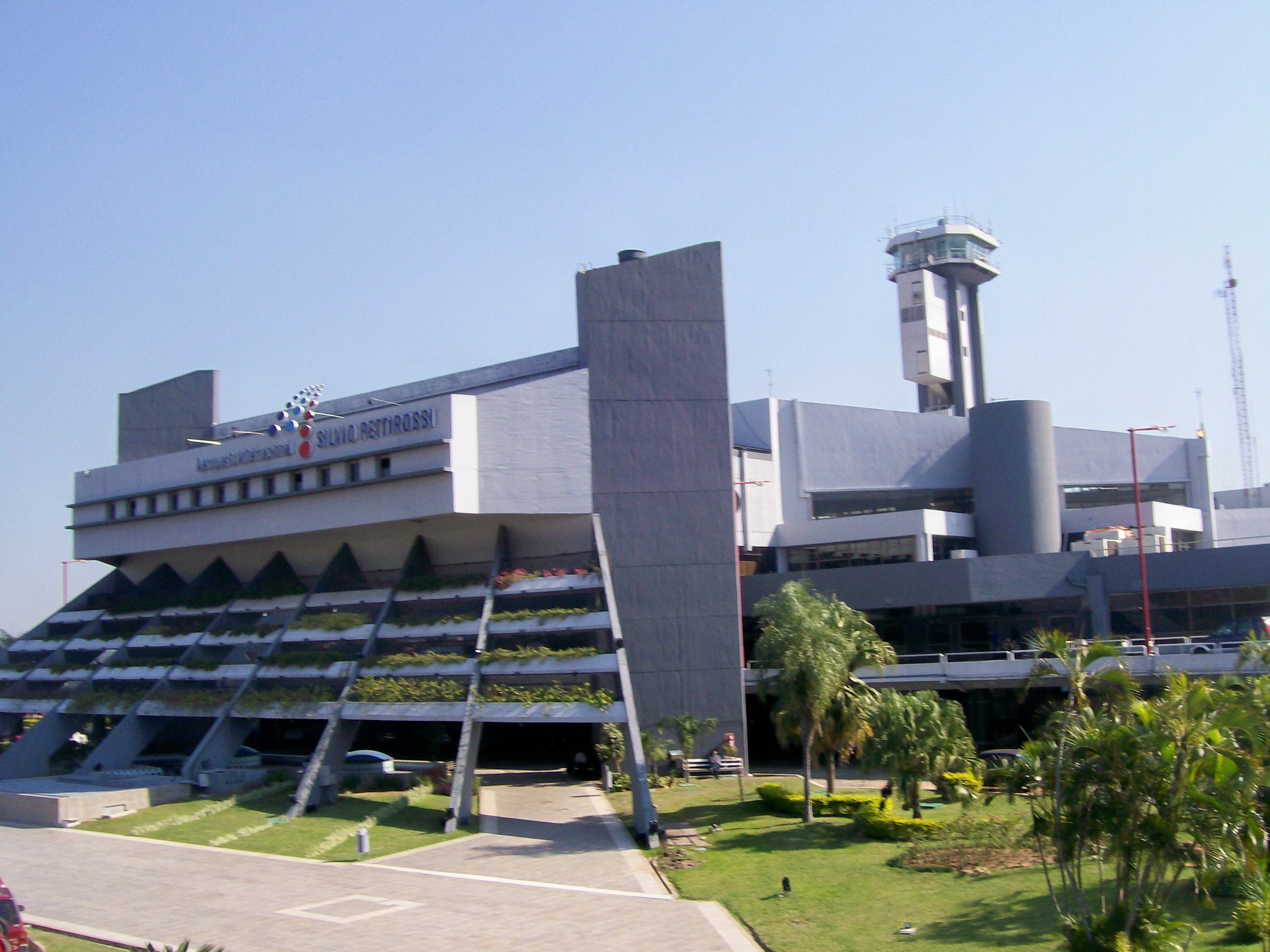
Aeroporto Internacional Silvio Pettirossi, Assunção

Desde o início da colonização espanhola no Paraguai, o transporte fluvial desempenhou o desenvolvimento e a comunicação externa e interna do país, já que o Paraguai era um país bastante isolado devido a distância até o mar e os biomas da Mata Atlântica, pântanos, Cerrado e o Chaco ocupando grande parte do território, contribuindo ainda mais para o isolamento com o exterior. Os rios mais importantes tinha e até hoje são o Rio Paraguai e o Rio Paraná. Durante a Guerra do Paraguai por exemplo, a invasão do Brasil, Argentina e Uruguai em território paraguaio só foi possível graças a existência destes rios, possibilitando a travessia de barcos de pequeno a grande porte.
A partir do início do século XX, o país começou a se desenvolver, com a construção das primeiras estradas e ferrovias. Com a chegada do governo ditatorial de Alfredo Stroessner em 1954, o Paraguai começou a experimentar um grande desenvolvimento e crescimento econômico, pois o regime incentivou a expansão do setor rodoviário e aéreo do país. Em 1959, foi construída a Ruta 2, que foi a primeira estrada a conectar o Paraguai com o Brasil, na BR-277, sendo concluída com o asfaltamento em 1962 e a inauguração da Ponte da Amizade em 1965, ligando os dois países. O objetivo desta rodovia, é exportar produtos paraguaios para o Oceano Atlântico através do Porto de Paranaguá no Brasil, ao invés de acessar pela Bacia do rio da Prata na Argentina como anteriormente. Pouco tempo depois, foi construída a Ruta 9, mais conhecida como Transchaco, que atravessa o bioma do Chaco e termina na fronteira com a Bolívia. A construção da rodovia teve ajuda financeira dos Estados Unidos. O objetivo da rodovia é exportar produtos paraguaios para o Oceano Pacífico através da Bolívia e o Peru.
Nos anos 2020, a Rota 15 se tornou o centro das atenções. Seu objetivo era o de se tornar uma rodovia transoceânica, ligando os portos brasileiros aos chilenos. Além disso, seria a primeira rodovia asfaltada do norte do país. Em fevereiro de 2022, o Paraguai inaugurou 275 km da estrada (cerca de metade do percurso), ligando Carmelo Peralta (Alto Paraguai), na fronteira com o Brasil, a Loma Plata (Boquerón), no centro do país. Em 2025 já estavam sendo asfaltados outros 224 km entre as cidades de Mariscal Estigarribia e Pozo Hondo, na fronteira com a Argentina, com conclusão prevista para 2026, basicamente concluindo a estrada.  Além disso, houve a criação da primeira rota totalmente duplicada do país: a Rota 2. Em 2019, os 140 quilômetros entre Ciudad del Este e Caaguazú foram duplicados.  Em 2024, foi concluída a duplicação de 149 km da rodovia entre as cidades de Ypacaraí e Caaguazú. Com isso, se formou a primeira rodovia totalmente duplicada do Paraguai, sendo a mais importante do país, por ligar as 2 maiores cidades e ligar o Paraguai com o Brasil, em reta direta com o Porto de Paranaguá.
Na aviação, foi construído o Aeroporto Internacional Silvio Pettirossi, que serve a capital Assunção, que possibilitou conectar o Paraguai pelo ar até em continentes distantes, como a América do Norte e Europa com a companhia aérea estatal Líneas Aéreas Paraguayas. Pelo interior do país, foram construídos pequenos aeroportos para acessar cidades isoladas e contribuir com a agricultura, prestado por aeronaves do Transporte Aéreo Militar, já que a LAP servia apenas destinos internacionais. Em 1988, foram iniciadas as obras no Aeroporto Internacional Guaraní em Ciudad del Este, na época Puerto Presidente Stroessner, sendo inaugurado em 1993. Este aeroporto se destaca pelo grande movimento de cargas, sendo o segundo mais movimentado do país, depois de Assunção. Atualmente, a rede de transporte do Paraguai ainda está se expandindo.